# 共結晶
共結晶（きょうけっしょう、英: cocrystal）とは、同一結晶格子内に存在する2つあるいはそれ以上のイオン化していない分子によって構成される結晶性物質である。
これらの分子は水素結合などを介してつながり結晶化している。共結晶とすることで、溶解性や水和安定性などの物性が改善されたという報告が多々ある。特に難溶性の薬物に応用することで、溶解度を向上させることが期待されている。
溶解性を改善する手法としては塩を形成するという方法もあるが、塩は解離基がなければ形成できないため、適用範囲の広さにおいて共結晶化の手法が優れる。
共結晶を作製する方法としては、蒸発法やスラリー法、粉砕法などがある。
特にスラリー法は、共結晶をスクリーニングする際に便利な方法である。
粉砕法は、目的化合物が溶媒に溶ける溶けないに左右されないため、他の方法では得ることが難しい共結晶を得ることができる。
共結晶の物性は構成する化合物およびその組成比に依存するため，
他の方法では得ることが難しい共結晶を得られる粉砕法は物性の改善に有用であると考えられる。